# Cesare Fracanzano

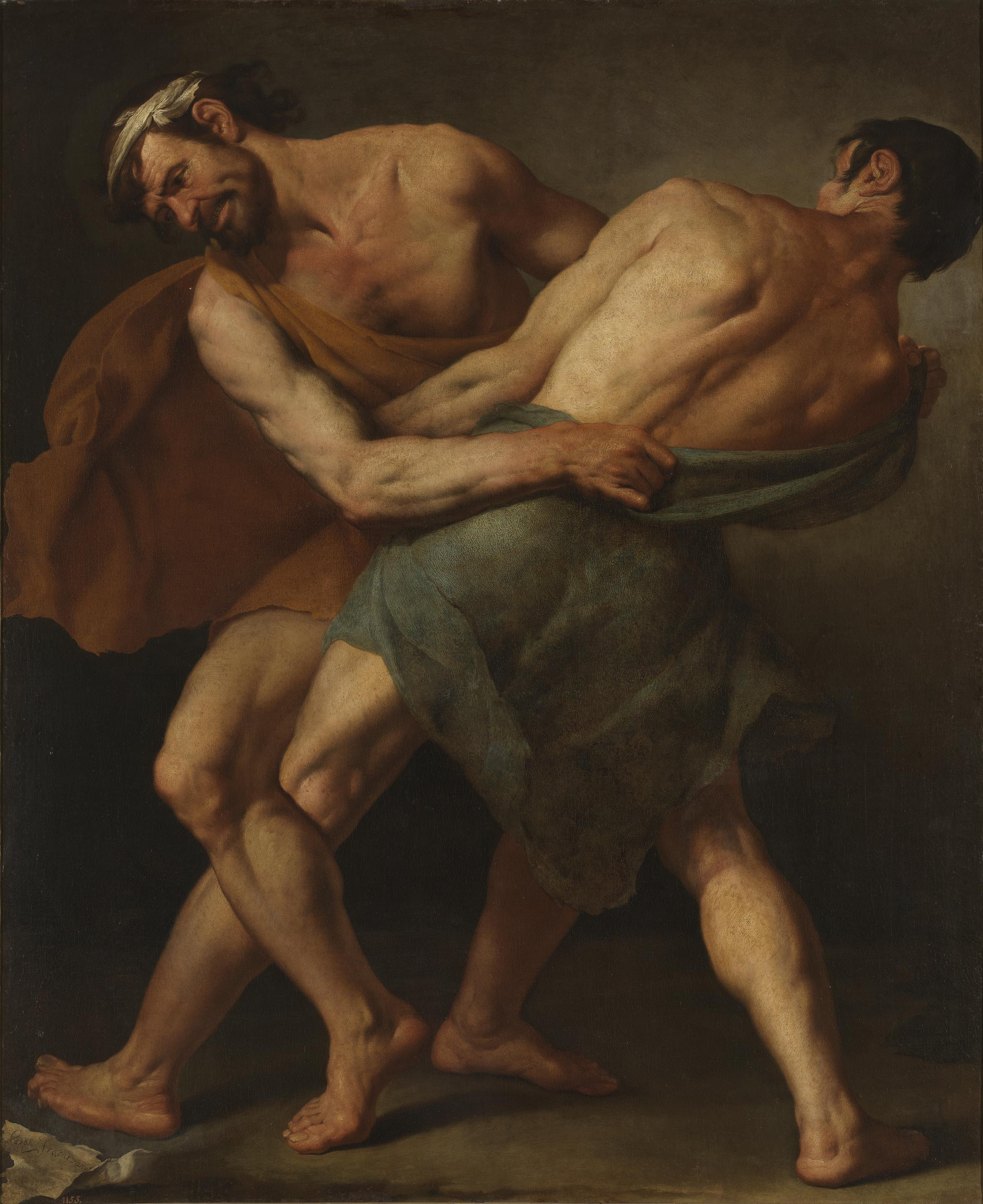
Dos luchadores, Museo del Prado, c. 1637.

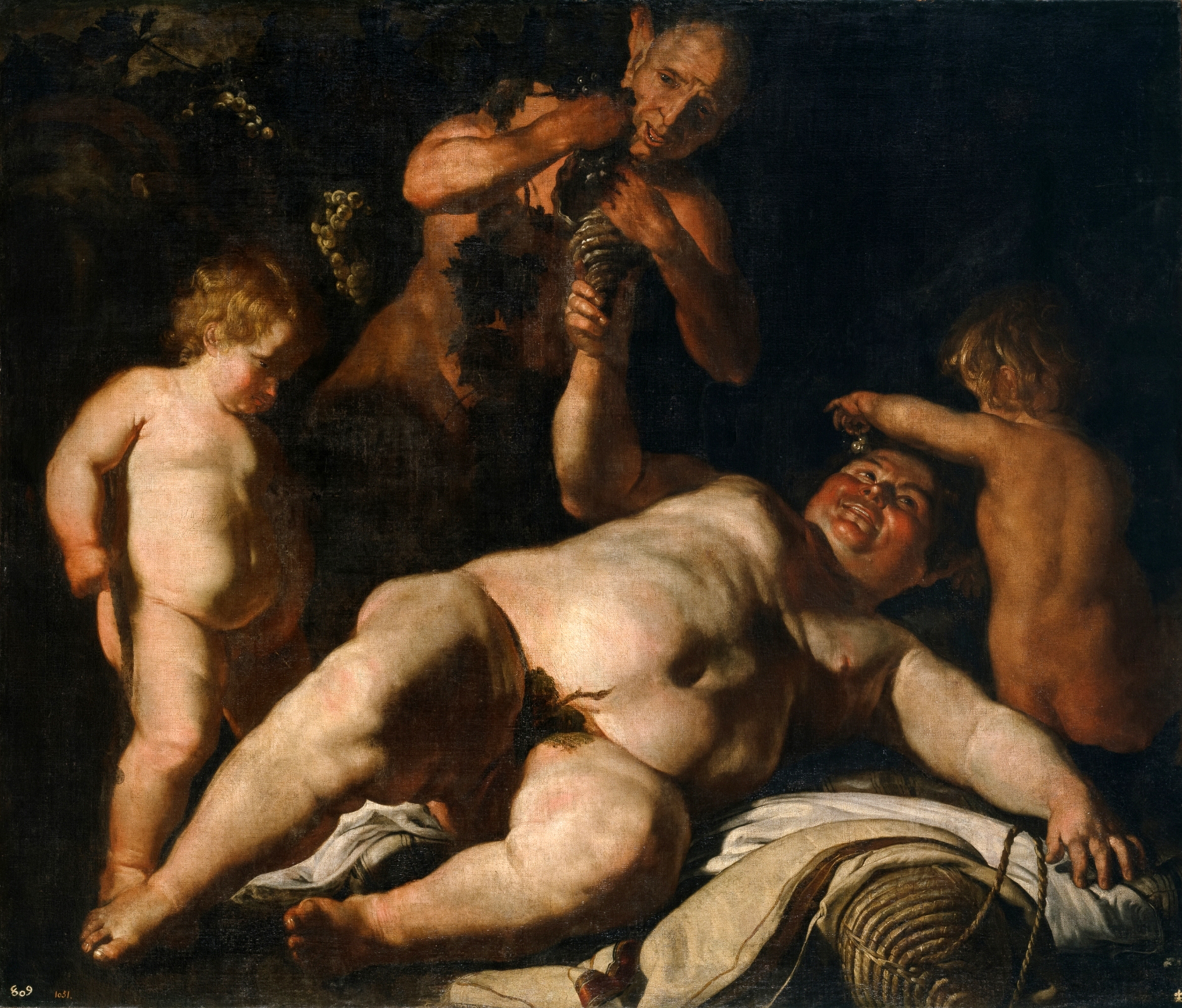
Sileno ebrio, Museo del Prado, c, 1630-1635.

Cesare Fracanzano (Bisceglie, 1605 - Barletta, 1651), artista italiano activo en Nápoles durante el primer barroco.

## Biografía
Era hijo y hermano, respectivamente de los también pintores Alessandro y Francesco Fracanzano. Su estilo se formó en la Apulia, y sus trabajos más tempranos están influenciados por la obra de artistas manieristas como Girolamo Emparato, Ippolito Borghese y Fabrizio Santafede.
En 1622 marchó a Nápoles, y hacia 1630, tanto él como su hermano Francesco trabajaban en el estudio de José de Ribera. A partir de entonces, la influencia del maestro valenciano será notable, sobre todo en el uso del color, aunque no tanto en su descarnado realismo. Su pintura será más clara y luminosa, teniendo en Giovanni Lanfranco su mayor influencia en cuanto a la composición se refiere.
Entre 1632 y 1635 Cesare trabajó en Barletta. Su pintura sufre ahora el influjo de Anton Van Dyck, en sus colores: brillantes rojos y ocres. En 1637 trabaja, como otros colegas napolitanos, en las decoraciones del nuevo palacio madrileño del rey de España. Su contribución al ciclo es Dos Luchadores (Hércules y Anteo), ahora conservado en el Museo del Prado. A partir de 1640 su estilo se vuelve más académico, revelando el impacto de la obra de Massimo Stanzione y Guido Reni.
Discípulos suyos fueron Carlo Rosa, Francesco Antonio Altobello y Nicola Glizi.

## Obras destacadas
- Sagrada Familia
- Educación de la Virgen (San Gaetano, Barletta)
- San Juan Bautista (h. 1630, Museo di Capodimonte)
- Cristo atado a la columna confortado por ángeles (c. 1629-31, Pinacoteca Girolamini, Nápoles)
- San Miguel arcángel (c. 1635, Museo San Martino, Nápoles)
- Magdalena (Palacio episcopal, Andria)
- Crucifixión (San Ferdinando, Bari)
- Dos luchadores (Hércules y Anteo) (1637, Museo del Prado, Madrid)
- Frescos de la cúpula del coro de Santa Maria della Sapienza, Nápoles (1640)
- Frescos de San Cosma e Damiano, Conversano (c. 1650), probablemente su último encargo.